# Denbigh Castle og bymur
Denbigh Castle og bymur walisisk: Castell Dinbych a waliau tref) er en række forsvarsværker, er blev opført for at kontrollere Denbigh lordship efter erobringen af Wales a den normanniske kong Edvard 1. i 1282. Kongen gav jorden til Henry de Lacy, jarl af Lincoln, der begyndte at opføre de ny en by omkranset af en mur koloniseret afimmigranter fra England, og beskyttet af en stor borg, samt en dyrehave til jagt. I 1294 var arbejet endnu ikke færdiggjort, da walisere midlertidigt erobrede borgen under Madog ap Llywelyns oprør. Forsvarsværkerne blev fortsat forbedret selvom borgen ikke stod færdig før Henrys død i 1311.
Borgen havde forskellige ejere i første halvdel af 1300-tallet, inden den kom i Mortimer-familiens eje. Byen viste sig dog at være upraktisk at bo i, og der udviklede sig en meget større by uden for bymuren. I 1400 blev byen plyndret under glyndwroprøret, men borgen forblev på engelske hænder. Under rosekrigene blev Denbigh angrebet af Lancaster-tropper, og byen blev brændt af. Den gamle by blev stort set forladt, og området inden for bymuren blev en udvidelse af borgens forsvarsværker.
Under den engelske borgerkrig kontrollerede kavalererne Denbigh indtil de blev erobret af rundhovederne ved en belejring i 1646. Efter kavalererne generobrede borgen i 1659 blev den ødelagt, så borge ikke kunne bruges igen.
Bymuren er stort set intakt i dag, og den er omkring 1,1 km lang.